# Hodidjed
Hodidjed – średniowieczna twierdza w Bośni i Hercegowinie, leżąca na wschód od dzisiejszego Sarajewa.
Była siedzibą żupy Vrhbosna. Należała do rodów Kosačów i Pavloviciów. W 1428 roku została zdobyta przez Imperium Osmańskie. W latach 1444–1448 była czasowo kontrolowana przez Stjepana Vukčicia Kosačę, po czym powróciła pod osmańską władzę. Do 1800 roku posiadała stałą załogę, jednak ok. 1825 roku została opuszczona.